# アホマイルド
アホマイルドは、吉本興業に所属していたお笑いコンビ。1999年8月に結成し、2015年12月27日に解散。東京NSC4期生。増谷キートンが主催するユニット『キュートン』にも所属。解散後も同ユニットには継続して参加。

## メンバー
坂本 雅仁（さかもと まさひと、1978年6月13日 - ）（47歳）
- 神奈川県横浜市育ち。O型。
- 私立武相高校卒業、東京医薬専門学校生命工学技術科出身。
- 小学2年生から柔道をやっており、高校で入っていた部活も柔道部。講道館柔道の段位は二段。高校2年生の時に出場したインターハイ予選の時には井上康生と対戦した経験がある[2]。『やりすぎコージー』の『やりすぎ格闘王決定戦』に出演した時には『井上康生と鎬を削った男』と紹介された。
- 解散後は、本名名義でMC業を中心に声の仕事や演技、レポーターなどで活動[1]。のちにアホマイルド坂本名義に変更している。神奈川県住みます芸人を務めている。

クニ / 高橋 邦彦（たかはし くにひこ、1978年5月23日 - ）（47歳）
- 神奈川県横浜市保土ケ谷区出身。A型。
- 私立武相高校卒業。
- スキンヘッドにしている。
- 解散後は、構成作家として活動[1]。

## 芸風
主に組体操ネタ。赤またはオレンジ色などの学生服姿で、坂本が太鼓を叩きながら『ア～ッホマイルド～』などと言いながら登場。その後、組体操をしながら『○○と見せかけて、○○』と、そのままの体勢から内容の違うネタに入る。
その後、上記とは違った台詞の無いサイレント芸も演じている。『お笑いDynamite!』出演時にはサイレント芸を披露した（このときの衣装は上下とも白い服）。

## 受賞歴
- 2003年 今宮子供えびすマンザイ新人コンクール福笑い大賞
- 2010年 MONO-KAKI大賞　ショートストーリー部門（ビッグコミックスピリッツ創刊30周年記念賞）- 高橋作「神様の追っかけ」

## 出演

### テレビ
- 爆笑問題のバク天!（TBSテレビ）- 『バク天芸人』のコーナーに出演
- エンタの神様（日テレ） - キャッチコピーは『体を張った笑い組』→『おんな心の組体操』
- エンタの天使（日テレ）-キャッチコピーは『陽気な太鼓クレーマー』
- 笑いの金メダルjr. くりぃむ杯（テレビ朝日）
- ヨシモト∞（ヨシモトファンダンゴTV）
- プロの半笑い（ヨシモトファンダンゴTV）
- ワイ!ワイ!ワイ!（ヨシモトファンダンゴTV）第2期金曜準レギュラー
- とんねるずのみなさんのおかげでした・博士と助手〜細かすぎて伝わらないモノマネ選手権〜（フジテレビ）

第3回に坂本のみ出場、『電車で寝すごした中尾彬』を演じた。
- 爆笑ピンクカーペット（フジテレビ系） - キャッチコピーは『ほどよいアホ加減』
- 爆笑オンエアバトル （NHK総合テレビジョン）戦績0勝3敗 最高381KB
- あらびき団（TBSテレビ） - 「キュートン」として出演。
- お笑いDynamite! （TBSテレビ、2007年12月28日） - キャッチコピーは『これぞアホ芸』
- キャナガワ（テレビ神奈川）
- やりすぎコージー （テレビ東京） - 坂本のみ
- U・LA・LA@7 （TOKYO MX）- 『よしもとうららちゃん』のコーナーに出演
- 人志松本の○○な話（フジテレビ、2011年1月14日） - 高橋のみ
- モーニング娘。'23 25周年特番〜25年分の禁断ランキング!〜（TBSチャンネル1） - 坂本のみ番組内のナレーションを担当

### 映画
- 青い春
- ドロップ

### ラジオ
- ガッチャガッチャガッチャ（文化放送）
- 中川家のネコ電（TBSラジオ）※出演はあまりなかったものの時折ブースに出入りしていた。
- 横浜日野プレゼンツ　日野デュトロお仕事応援隊！（RFラジオ日本、2019年） - 坂本のみ月・火担当[3]

### DVD
- やりすぎコージーDVD・2 やりすぎ格闘王決定戦 Vol.1（坂本のみ）